# Norma Bengell
Norma Aparecida Almeida Pinto Guimarães d'Áurea Bengell (Rio de Janeiro, 21 de fevereiro de 1935 – Rio de Janeiro, 9 de outubro de 2013) foi uma atriz, cineasta, produtora, cantora e compositora brasileira.
Considerada uma das maiores musas do cinema e teatro brasileiro nas décadas de 1950, 1960 e 1970, Norma iniciou sua carreira no início dos anos 1950, sendo lançada no meio artístico através do teatro de revista pelo produtor Carlos Machado. Gravou 64 filmes durante sua carreira, diversos deles na Europa.

## Primeiros anos
Filha única de Christian Friedrich Bengell, nascido em Antuérpia, Bélgica, filho de um pai alemão e uma mãe belga, e da brasileira Maria da Gloria Guimarães de tradicional e abastada família de origem portuguesa com elementos indígenas e afro-brasileiros. Seus pais haviam se casado no ano anterior a seu nascimento, mas depois viveram um relacionamento conturbado.
Norma viveu desde a infância até meados de 1960 em um apartamento na avenida Copacabana. Iniciou os estudos na Escola Municipal Marechal Trompowsky. Com a separação dos pais, sua avó paterna à matricula no colégio interno de freiras alemãs Nossa Senhora de Piedade, de onde tempos depois era convidada a se retirar devido a atos de indisciplina. No começo dos anos 1950 iniciou sua carreira como modelo e manequim da Casa Canadá e Casa Imperial. Sua beleza chamou atenção e em 1954 passou a atuar no teatro de revista com o espetáculo Fantasia e Fantasias, de Caribé da Rocha.

## Carreira
Bengell já era a principal vedete dos espetáculos de Carlos Machado e já se firmara como cantora quando estreia no cinema ao protagonizar uma caricatura de Brigitte Bardot no filme O Homem do Sputnik (1959), de Carlos Manga. No mesmo ano, gravou seu primeiro LP, denominado Ooooooh! Norma.
Durante a década de 1960, Bengell faz sucesso no cenário musical, cantando em shows de Tom Jobim, João Gilberto, Vinicius de Moraes e Roberto Menescal, bem como sendo uma das primeiras cantoras a gravar composições inéditas de Jobim. Na televisão, apresentou-se em programa semanal sobre MPB, dirigido por Abelardo Figueiredo na TV Tupi. Participou também dos programas Carrossel e Noite de Gala na TV Rio.
O longa-metragem que consagrou Bengell no Brasil é Os Cafajestes (1962), de Ruy Guerra, no qual protagonizou a primeira cena de nu frontal do cinema brasileiro, que a tornou alvo de grande perseguição dos setores conservadores, sofrendo ataques da igreja e da organização Tradição, Família e Propriedade (TFP).
Em 1961, Bengell estreou no teatro dramático com Procura-se uma Rosa, no ato escrito por Gláucio Gil.[carece de fontes?] No mesmo ano, foi convidada por Anselmo Duarte para interpretar a prostituta Marli em O Pagador de Promessas (1962). Ao participar do Festival de Cannes que premia o filme, alcançou projeção internacional. É apresentada a Dino de Laurentiis e começa a carreira internacional atuando em O Mafioso (1962), de Alberto Lattuada. Entre 1962 e 1970, atua em treze produções estrangeiras.

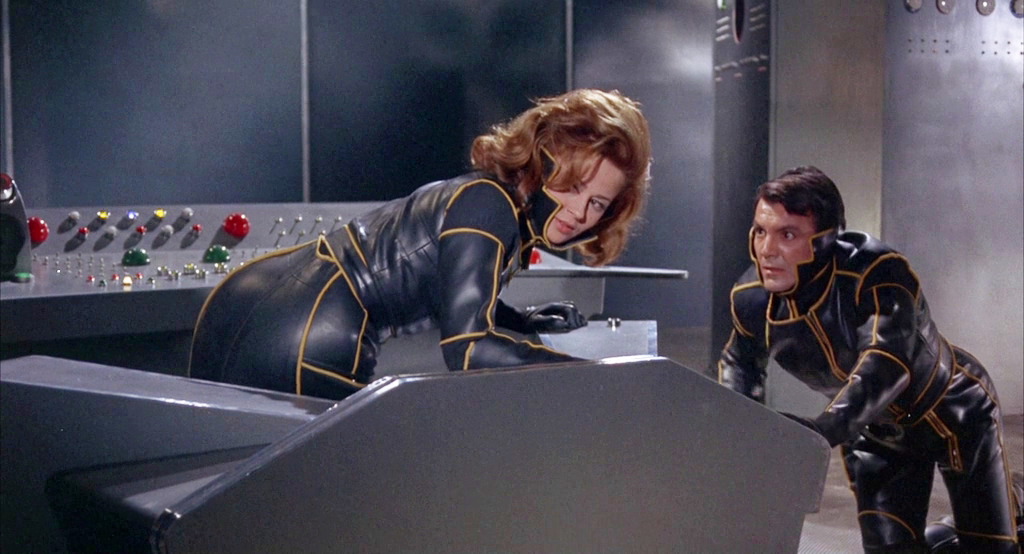
Bengell em Planeta dos Vampiros, uma produção ítalo-espanhola

Na Itália, Bengell conheceu o ator Gabriele Tinti, que se tornou seu marido, quando se casaram em uma igreja cenográfica nos estúdios da Vera Cruz durante as filmagens de Noite Vazia (1964), de Walter Hugo Khoury. Em 1965, participou de algumas produções em Hollywood, como o projeto piloto da série The Cat, da NBC.[carece de fontes?]

Ministro da Justiça recebe artistas, entre eles Norma Bengell, em 1968

Em 1969, ano em que encenou a peça Cordélia Brasil, de Antônio Bivar, em São Paulo, Bengell foi sequestrada no Teatro de Arena e levada ao Rio por três homens do 1º Batalhão Policial do Exército. No DOI-CODI, foi interrogada por cinco horas sobre "a subversão na classe teatral" e detida por dois dias. Seria a primeira de várias detenções pelo regime militar, que a levaram a se exilar na França em 1971. Quatro décadas depois, foi reconhecida pelo governo brasileiro como anistiada política e teve direito a indenização.
No teatro de vanguarda, Bengell montou a peça Os Convalescentes (1970), com direção de Gilda Grillo. Na França, atuou no Théatre National Populaire.[carece de fontes?] Ainda na década de 1970, participou de importantes filmes nacionais, como Os Deuses e os Mortos (1970), de Ruy Guerra, A Casa Assassinada (1971), de Paulo César Saraceni, Mar de rosas (1977), de Ana Carolina e A Idade da Terra (1980), de Glauber Rocha.
Seu segundo LP, Norma Canta Mulheres, saiu apenas em 1977, com composições de Dona Ivone Lara, Luli e Lucina, Marlui Miranda, Dolores Duran, Chiquinha Gonzaga, Rosinha de Valença, Sueli Costa, Rita Lee, Joyce e Maysa, além da composição original Em nome do amor, parceria de Bengell com Glória Gadelha. No ano seguinte, envolveu-se na luta pela regulamentação da profissão de ator no Brasil.[carece de fontes?] Na década de 1980, Bengell participou de novelas na TV Bandeirantes e na Rede Globo.[carece de fontes?] Em 1983, retornou à França e atuou na peça Les Paravents, de Patrice Chéreau.[carece de fontes?]
Com a criação da N.B. Produções, Bengell lançou-se na produção e direção cinematográfica, realizando os curtas-metragens Maria Gladys, uma atriz brasileira (1980), Barco de Iansã (1980) e Maria da Penha (1980). Em 1988, estreou na direção de longas-metragens com o filme Eternamente Pagu (1988), sobre a vida da militante política Patrícia Galvão. Também produziu e dirigiu O Guarani (1996), adaptação do clássico literário de José de Alencar. Ao contrário de seu longa-metragem anterior, o filme é duramente criticado e não obteve bilheteria expressiva, além de acarretar problemas com a prestação de contas.[carece de fontes?] Suas produções cinematográficas seguintes foram os curtas-metragens O Rio de Machado de Assis, Mulheres no Cinema Brasileiro (2000), Maria Lenk (2004), e a Trilogia das Pianistas (2005).[carece de fontes?] No teatro, participou das peças O Relato Íntimo de Madame Shakespeare (2007), Vestido de Noiva (2007) e Dias Felizes (2010). Na Rede Globo, integrou o elenco do programa humorístico Toma Lá Dá Cá entre 2008 e 2009.

## Vida pessoal

Norma Bengell em manifestação contra a ditadura militar, em 1968.

O primeiro e único casamento de Bengell foi com o ator italiano Gabriele Tinti. Se conhecem em 1963 e em 1964 decidiram morar juntos. A união durou até 1969, pois a artista não quis se sujeitar a um casamento conservador. Após a separação, Bengell foi morar sozinha. Se declarou feminista, passando a lutar em manifestações e sindicatos pelos direitos da mulher, defendendo o direito feminino de trabalhar, se divorciar, abortar, caso queira, e o direito ao uso da pílula e do preservativo, rompendo com a sociedade de sua época.

### Problemas de saúde e morte
Bengell faleceu no dia 9 de outubro de 2013 de câncer de pulmão, diagnóstico que recebera seis meses antes. Estava internada no Hospital Rio Laranjeiras por piora no quadro de falta de ar. Seu corpo foi velado no mesmo dia no Cemitério São João Batista e cremado no dia 10 de outubro, no Cemitério do Caju. A artista estava morando sozinha em seu apartamento em Copacabana havia muito tempo, e nos últimos anos recebia cuidados de uma acompanhante de idosos, já que enfrentava problemas de coluna e andava em cadeira de rodas.

## Filmografia

### Televisão

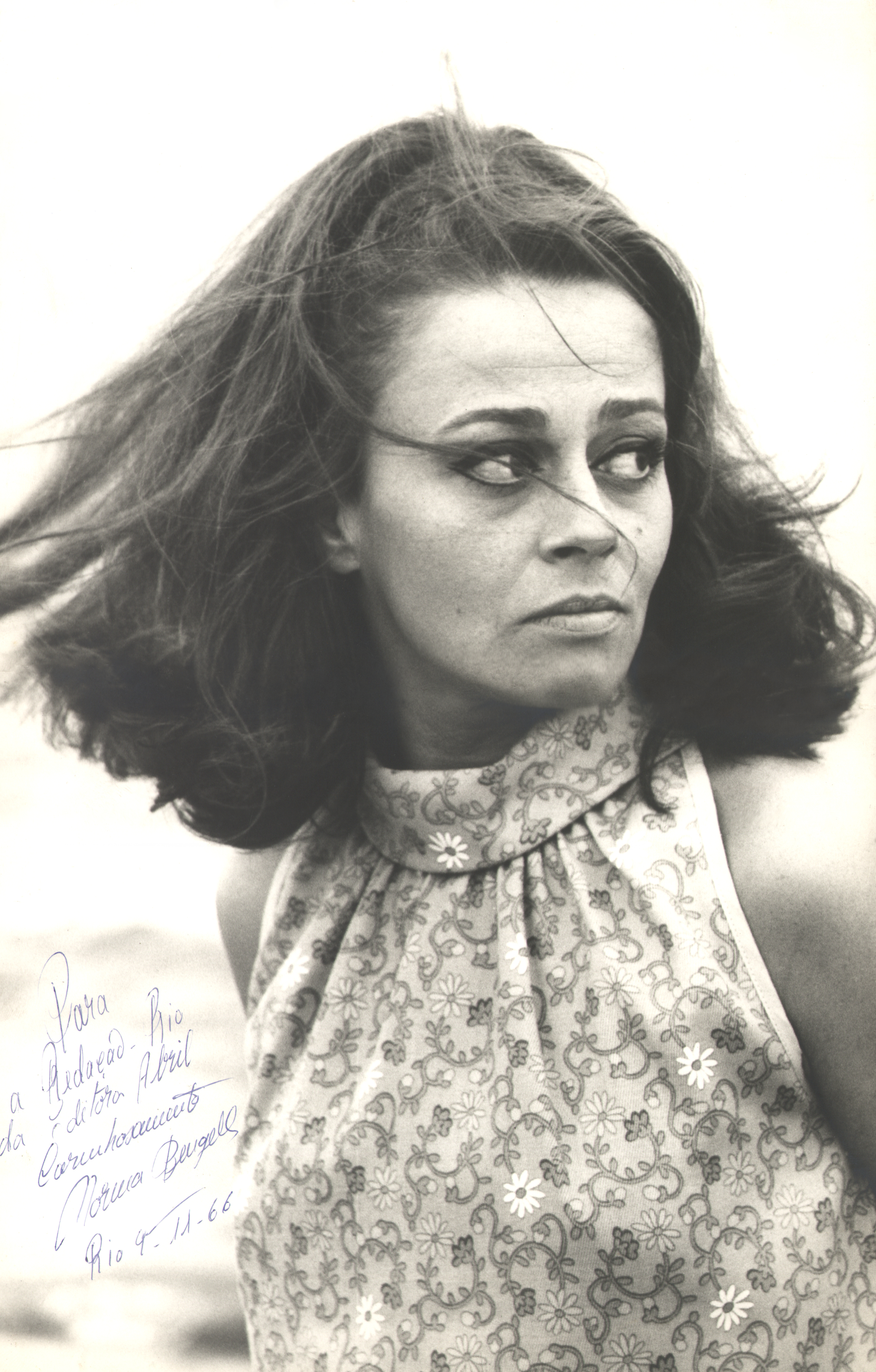
Bengell em 1966

| Ano     | Título                  | Personagem                 | Notas                         |
| ------- | ----------------------- | -------------------------- | ----------------------------- |
| 1966    | Festival em Shell Maior | Apresentadora              | 1966-1967                     |
| 1966    | Noite de Gala           | Apresentadora              | [ 47 ]                        |
| 1967    | A Sombra de Rebecca     | Diana                      | [ 49 ]                        |
| 1981    | Os Imigrantes           | Nena                       |                               |
| 1981    | Os Adolescentes         | Paula                      |                               |
| 1982    | Memórias do Medo        | Mona                       |                               |
| 1983    | Parabéns pra Você       | Mara                       |                               |
| 1983    | Caso Especial           | Vitória                    | Episódio: "Insensato Coração" |
| 1984    | Partido Alto            | Irene Bessa                |                               |
| 1984    | Betty Faria Especial    | —                          | [ 51 ]                        |
| 1989    | O Sexo dos Anjos        | Vera Nogueira              |                               |
| 1993    | Você Decide             | —                          | Episódio: "O Porteiro"        |
| 1993    | Você Decide             | Episódio: " Paixão Mortal" |                               |
| 2006    | Alta Estação            | Yolanda                    |                               |
| 2008-09 | Toma Lá, Dá Cá          | Deise Coturno              | 48 episódios                  |

### Cinema

#### Como atriz
| Ano  | Título                                        | Personagem              | Notas                        |
| ---- | --------------------------------------------- | ----------------------- | ---------------------------- |
| 1959 | O Homem do Sputnik                            | B.B                     |                              |
| 1960 | Conceição                                     | Dalva                   |                              |
| 1961 | Mulheres e Milhões                            | Nora Martins            |                              |
| 1962 | Mafioso                                       | Marta                   |                              |
| 1962 | O Pagador de Promessas                        | Marli                   |                              |
| 1962 | Os Cafajestes                                 | Leda                    |                              |
| 1962 | Sócio de Alcova                               | Milly                   |                              |
| 1963 | I cuori infranti                              | Milena                  | Segmento: "E vissero felici" |
| 1963 | Il mito                                       | Anna                    | Segundo segmento             |
| 1963 | La ballata dei mariti                         | A Condessa              |                              |
| 1964 | La costanza della ragione                     | Ivana                   |                              |
| 1964 | Noite Vazia                                   | Mara                    |                              |
| 1965 | Mar Corrente                                  | Cantora                 |                              |
| 1965 | O Planeta dos Vampiros                        | Samya                   |                              |
| 1965 | Una bella grinta                              | Luciana                 |                              |
| 1966 | As Cariocas                                   | Paula Ribeiro de Castro |                              |
| 1966 | I Crudeli                                     | Claire                  |                              |
| 1966 | La muerte se llama Myriam                     | Myriam                  |                              |
| 1967 | A Espiã que Entrou em Fria                    | —                       |                              |
| 1968 | Antes, o Verão                                | Maria Clara             |                              |
| 1968 | Desesperato                                   | Esposa de Rodrigo       |                              |
| 1968 | Edu, Coração de Ouro                          | Matilde                 |                              |
| 1968 | Io non perdono... uccido                      | Fedra/Wanda             |                              |
| 1968 | Juventude e Ternura                           | —                       |                              |
| 1969 | O Anjo Nasceu                                 | Dona da casa            |                              |
| 1969 | OSS 117 prend des vacances                    | Anne                    |                              |
| 1969 | Verão de Fogo                                 | Olga                    |                              |
| 1970 | O Abismo                                      | Madame Zero             |                              |
| 1970 | O Palácio dos Anjos                           | Dorothy                 |                              |
| 1970 | Os Deuses e os Mortos                         | Soledade                |                              |
| 1971 | A Casa Assassinada                            | Nina                    |                              |
| 1971 | As Confissões de Frei Abóbora                 | Paula                   |                              |
| 1971 | Capitão Bandeira contra o Doutor Moura Brasil | Mensageira              |                              |
| 1971 | Paixão na Praia                               | Débora                  |                              |
| 1972 | O Demiurgo                                    | —                       |                              |
| 1973 | Défense de savoir                             | —                       |                              |
| 1973 | Les soleils de l'Ile de Pâques                | Norma                   |                              |
| 1975 | Assim Era a Atlântida                         | Ela Mesma               | Documentário                 |
| 1976 | Paranóia                                      | Sílvia Riccelli         |                              |
| 1977 | Maria Bonita                                  | —                       |                              |
| 1977 | Barra Pesada                                  | —                       |                              |
| 1977 | O Abismo                                      | Madame Zero             |                              |
| 1978 | Mar de Rosas                                  | Felicidade              |                              |
| 1978 | Na Boca do Mundo                              | Clarisse                |                              |
| 1978 | Mulheres de Cinema                            | Ela mesma               | Curta-metragem               |
| 1981 | A Idade da Terra                              | Rainha das Amazonas     |                              |
| 1981 | Abrigo Nuclear                                | Lix/Professor           |                              |
| 1981 | Eros, o Deus do Amor                          | Ada                     |                              |
| 1982 | Tabu                                          | Madame Xavier           |                              |
| 1983 | Rio Babilônia                                 | Madame Solange          |                              |
| 1984 | O Filho Adotivo                               | Maria Rosa              |                              |
| 1984 | Tensão no Rio                                 | Dona Dolores            |                              |
| 1986 | A Cor do Seu Destino                          | Laura                   |                              |
| 1986 | Fonte da Saudade                              | Mãe                     |                              |
| 1987 | Running out of Luck                           | Lola                    |                              |
| 1987 | A Mulher Fatal Encontra o Homem Ideal         | Atriz elegante          |                              |
| 1988 | Eternamente Pagu                              | Elsie Houston           |                              |
| 1988 | Fronteiras                                    | —                       |                              |
| 1992 | Floresta da Tijuca                            | Narradora               | Curta-metragem               |
| 1993 | Vagas para Moças de Fino Trato                | Gertrudes               |                              |
| 2002 | Banquete                                      | Mendiga                 | Curta-metragem               |
| 2003 | Glauber, o filme – Labirinto do Brasil        | Ela mesma               | Documentário                 |
| 2007 | Anabazys                                      | Ela mesma               | Documentário                 |
| 2009 | Dzi Croquettes                                | Ela mesma               | Documentário                 |

#### Como diretora
| Ano  | Título                                        |
| ---- | --------------------------------------------- |
| 1979 | Maria Gladys, uma atriz brasileira            |
| 1980 | Maria da Penha                                |
| 1980 | O Barco de Iansã                              |
| 1988 | Eternamente Pagu                              |
| 1996 | O Guarani                                     |
| 2003 | Infinitivamente Guiomar Novaes                |
| 2003 | Antonietta Rudge: O Êxtase em Movimento       |
| 2004 | Magda Tagliaferro: O Mundo Dentro de um Piano |

## No Teatro[71]
| Ano  | Título                                | Notas              |
| ---- | ------------------------------------- | ------------------ |
| 1954 | Fantasia e Fantasias                  |                    |
| 1957 | Rio... de Janeiro a Janeiro           |                    |
| 1958 | Mister Samba                          |                    |
| 1960 | Procura-se uma Rosa                   |                    |
| 1968 | Cordélia Brasil                       |                    |
| 1969 | A Noite dos Assassinos                |                    |
| 1969 | O Assalto                             |                    |
| 1970 | Os Convalescentes                     |                    |
| 1973 | Cemitério de Automóveis               |                    |
| 1974 | La Dispute                            |                    |
| 1976 | Vestido de Noiva                      |                    |
| 1978 | Fico Nua                              |                    |
| 1982 | A Voz Humana                          |                    |
| 1983 | Les Paravents                         |                    |
| 1984 | Isadora e Oswald                      | Direção e Produção |
| 1985 | A Rosa Tatuada                        |                    |
| 2007 | O Relato Íntimo de Madame Shakespeare |                    |
| 2008 | Vestido de Noiva                      |                    |
| 2010 | Dias Felizes                          |                    |

## Prêmios e indicações
| Ano  | Associações                                         | Categoria                                                           | Nomeações                      | Resultado | Ref.   |
| ---- | --------------------------------------------------- | ------------------------------------------------------------------- | ------------------------------ | --------- | ------ |
| 1961 | Prêmio Associação Brasileira de Cronistas de Cinema | Melhor Atriz Secundária                                             | Mulheres e Milhões             | Venceu    | [ 72 ] |
| 1961 | Troféu Cinelândia                                   | Melhor Atriz                                                        | Mulheres e Milhões             | Venceu    | [ 72 ] |
| 1961 | Prêmio Governador do Estado de São Paulo            | Melhor Atriz de Cinema                                              | Mulheres e Milhões             | Venceu    | [ 72 ] |
| 1961 | Troféu Diário Carioca                               | Melhor Atriz Secundária de Cinema                                   | Mulheres e Milhões             | Venceu    | [ 72 ] |
| 1962 | Prêmio Saci                                         | Melhor Atriz de Cinema                                              | Os Cafajestes                  | Venceu    | [ 73 ] |
| 1963 | Prêmio Governador do Estado de São Paulo            | Melhor Atriz de Cinema                                              | Os Cafajestes                  | Venceu    |        |
| 1964 | Prêmio Governador do Estado de São Paulo            | Melhor Atriz de Cinema                                              | Noite Vazia                    | Venceu    | [ 74 ] |
| 1973 | Prêmio APCA de Cinema                               | Melhor Atriz — Cinema                                               | A Casa Assassinada             | Venceu    |        |
| 1979 | Prêmio APCA de Cinema                               | Melhor Atriz — Cinema                                               | Mar de Rosas                   | Venceu    |        |
| 1980 | Festival Internacional de Cinema de Veneza          | Menção Honrosa de Melhor Atriz                                      | A Idade da Terra               | Venceu    | [ 75 ] |
| 1982 | Prêmio APCA de Cinema                               | Melhor Atriz — Cinema                                               | Eros, o Deus do Amor           | Venceu    |        |
| 1988 | Festival de Cinema de Gramado                       | Melhor Filme                                                        | Eternamente Pagu               | Indicada  |        |
| 1993 | Festival de Cinema de Brasília                      | Candango de Melhor Atriz (com Lucélia Santos e Maria Zilda Bethlem) | Vagas para Moças de Fino Trato | Venceu    |        |
| 2011 | Grande Prêmio do Cinema Brasileiro                  | Homenagem Especial (conjunto da obra)                               | —                              | Venceu    | [ 76 ] |